# صحيفة

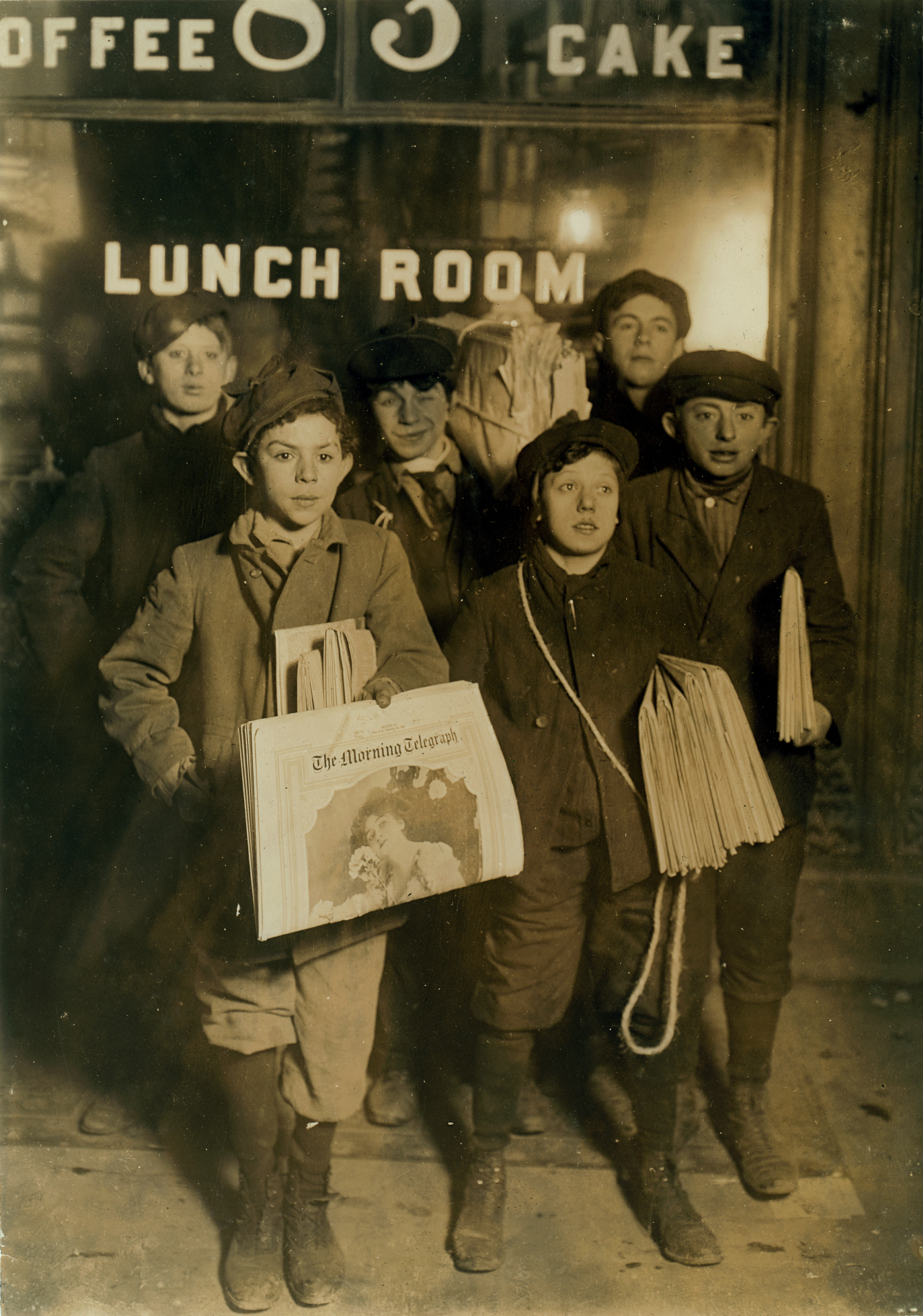
بائعي صحف في مدينة نيويورك عام 1908

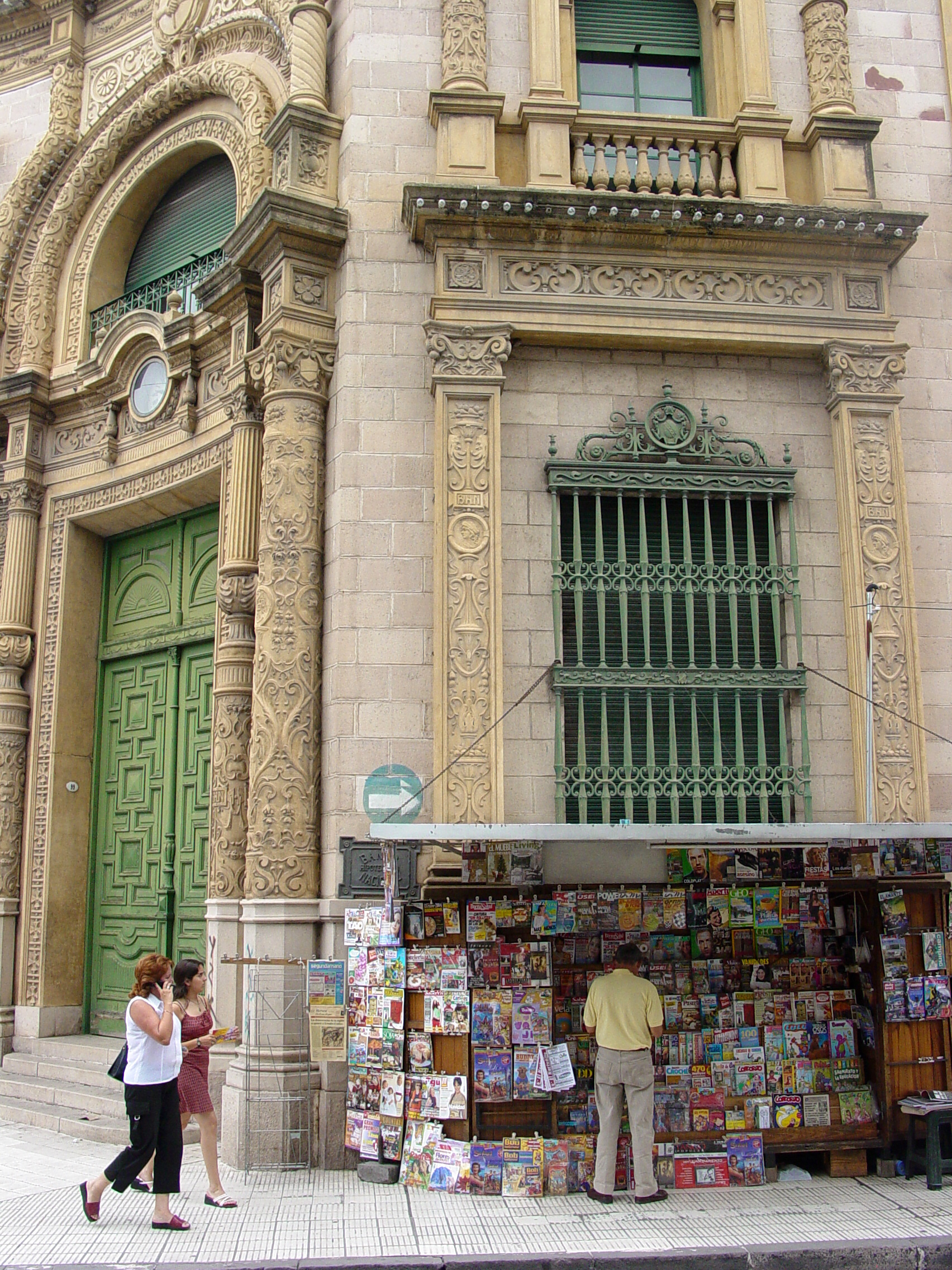
كشك الصحف في الارجنتين

الصحيفة أو الجريدة (أو الجورنال سابقاً) هي مطبوعة لها إصدار يحتوي على مادة إعلامية بصياغة صحافية من أنباء متداولة وآخر أخبار وتحليلات ومقالات رأي وأبواب مخصصة لأفرع الكتابة والأدب، ويمكن حصرها في هدف النشر والتوزيع بث أفكار في شكل معلومات وإعلانات، وعادة ما تطبع نسخة على ورق زهيد الثمن. يمكن أن تكون الصحيفة صحيفة عامة أو متخصصة، وقد تصدر دورية مثل أن تكون يومياً أو أسبوعياً. من أهم مميزات كل صحيفة هي العنونة أو المانشيت مثلاً يقال معنونات أو مانشيتات الصحافة المصرية اليوم عنونت الأخبار أو الأهرام القاهرية كذا بينما عنونت البيان السكندرية وتابعتها بنفس العنونة صحيفة الشاهد الأقصرية، وهكذا جرى العرف أن يطلق اسم «صحيفة» على «الجريدة»، إلا أنه علمياً فإن الصحيفة هي كل مطبوعة دورية، وبالتالي يدخل تحت خانتها المجلة التي يعمل بها «صحفيون» أيضاً، إلا أن المجلة تتميز بدورية أطول من الجريدة التي تصدر يومياً أو أسبوعياً، في حين يمكن للمجلة أن تصدر أسبوعياً أو شهرياً أو نصف شهرياً أو فصلياً أي كل ثلاثة أشهر، كما تختلف المجلة عن الجريدة في نوعية الورق ووجود غلاف وقطع مختلف.

## التعريب
قديماً استخدم أهل مصر كلمة جورنال لكن فارس الشدياق عرب الكلمة إلى جريدة وهي لفظة دارجة إلى يومنا هذا.

## البداية
نشرت أول صحيفة في التاريخ عام 1605م، ومع دخول القرن العشرين قاومت الصحف المكتوبة كل الاختراعات التقنية الحديث ابتداءً من المذياع وتدريجاً على تلفاز وانتهاء بشبكة الإنترنت شبكة المعلومات العالمية ولكن مع بداية القرن ال21 أصبحت الصحافة المكتوبة بشكل عام عرضة للزوال[بحاجة لمصدر]، لا سيما بعد التوسع الهائل الذي تشهده الثورة المعلوماتية والتي يعتبر الإنترنت الفضاء الرئيسي لها.

## المحتوى
تحتوي الصحف العامة (غير المتخصصة) عادة على الأخبار ومنها الأحداث السياسية والجرائم والأعمال والرياضة وربما أيضاً أخبار الطقس والكلمات المتقاطعة والطالع وتأخذ أشكالاً متعددة مثل المقالات والأعمدة والكاريكاتير.
تعد الصحافة المكتوبة من أهم المهن التي تنقل للمواطنين الأحداث التي تجري في محيط مجتمعهم والعالم أجمع والوظيفة الأولى للصحافة هي أن تبحث عن الأخبار فتنقلها ولكن ما يحدث كل يوم أكثر من أن تستطيع الصحف الإحاطة به لذا لا يسرد في الصحف إلا ما يشكل حدثاً.

## في فرنسا
في عام 1632 صدرت الصحيفة الفرنسية الأولى وكان اسمها الأخبار اليومية لأماكن مختلفة بعد ذلك بأشهر تلتها لاغازيت لصاحبها نيو فراست رنودوم حوالي عام 1796 كان عدد النشرات الصادرة في باريس يتجاوز السبعين وكانت أول جريدة عربية زمن الحملات الصليبية تعد المطبعة الفرنسية عام 1799 في مصر مع الحملة الفرنسية بقياد نابليون بونابرت وكان اسمها الحوادث اليومية وكان ظهور أول جريدة عربية في شمال أفريقيا في عام 1847 وهي المبشر.

## السلطة الرابعة
ويطلق أحياناً لفظة السلطة الرابعة على الصحافة لما لها من تأثير على خلق الرأي العام، ومنذ أن ظهرت الوسائل الاعلامية الأخرى من إذاعة وتلفاز وإنترنت وما زال الجدل والنقاش دائرا بين أوساط الاعلاميين في مدى قدرة هذه المهنة (والتي تسمى أحياناً بمهنة البحث عن المتاعب) على البقاء والديمومة نظراً لسهولة انتشار الوسائل الاعلامية الأخرى وزيادة قدرتها على التأثير في الجمهور إضافة إلى جاذبيتها ولكن ظلت الصحافة تحافظ على مكانتها وذلك عبر لجوئها إلى بدائل أخرى محاولة منها البقاء ضمن دائرة اهتمامات الجمهور من خلال الإعلانات أو تقديم الخدمات العامة أو التعمق في الأحداث اليومية وسرعة الوصول إلى القارئ وغيرها.

## الصحف المهاجرة
الصحف المهاجرة وصف أطلق على الصحف التي تصدر في بلد ما ويكون جمهورها المستهدف في بلد آخر، حيث تعمد جهات معينة خاصة إلى إصدار وتحرير هذه الصحف في البلد الذي هاجرت إليه غير أنها توزع نسخها في بلد آخر، غير بلد الإصدار، وتتفاوت الأسباب التي تدفع إلى مثل هذه الحالة ما بين أسباب سياسية أو اقتصادية, لكنها غالباً ما تكون سياسية أكثر بسبب قوانين معينة أو تحفظات ومحاذير حكومية تجعل الحصول على تراخيص إصدار هذه الصحف أمراً متعذراً. أما الأسباب الاقتصادية فإنها ترجع بالدرجة الأولى إلى محاولة تفادي نفقات وأجور التشغيل الباهظة لكن ذلك أمر نادر الحدوث. وقد تلجأ الصحف والوسائل الإعلامية إلى الهجرة لأسباب أخرى مهنية تتعلق بالعاملين فيها.

## تاريخ
كان هناك بدايات للصحيفة في روما القديمة: قامت «اكتا دورينا» أو نشرات إعلانات الحكومة بالنحت في الحجر والمعادن وقامت بتعليقها في الأماكن العامة.

## وصلات خارجية
- دليل الصحف